# Erwin Fieger
 Erwin Fieger  (* 10. Dezember 1928 in Töplei, Tschechoslowakei; † 14. April 2013 in Stuttgart) war ein deutsch-tschechischer Fotograf.

## Leben
Erwin Fieger wurde 1928 in Töplei (heute Teplá in der Tschechischen Republik) geboren. Nach seinem Grafikdesign-Studium an der Staatlichen Akademie der Bildenden Künste in Stuttgart von 1951 bis 1954 war er Gestalter und Mit-Autor der photokina-Ausstellung Magie der Farbe. 1961 realisierte er seine erste eigene Ausstellung im Landesgewerbe-Museum in Stuttgart mit dem Titel Essays in Farbe. 1964 lehrte er als Gastdozent für Photographie an der Hochschule für Gestaltung Ulm, 1969 war er Photograph des Jahres in den nordischen Ländern. Neben zahlreichen Ehrungen wie dem Kulturpreis der Deutschen Gesellschaft für Photographie in Köln für Verdienste um den Fortschritt in der Colorfotografie wurde ihm 1988 der Ehrenpreis des Deutschen Kulturpreises, Stiftung Kulturförderung München verliehen. Auf Grund irreparabler Augenschäden musste er seine photographische Tätigkeit 2004 nach seiner letzten Ausstellung einstellen.

## Ehrungen
Fieger war Ehrenmitglied des BFF Berufsverband Freie Fotografen und Filmgestalter.

## Ausstellungen und Ausstellungsbeteiligungen (Auswahl)
- Magie der Farbe. Gestalter und Mit-Autor der „photokina“-Ausstellung, Köln 1960, ausgezeichnet mit der Man Ray Plakette
- Essays in Farbe. Landesgewerbe-Museum, Stuttgart 1961
- Essays in Farbe. Gestalter und Mit-Autor der „photokina“-Ausstellung, Köln 1966
- Künstlerische Betreuung des Deutschen Pavillons auf der Expo ’70 (der ersten Weltausstellung in Japan) gemeinsam mit dem Komponisten Karlheinz Stockhausen, dem Maler und Objektkünstler Heinz Mack und dem Bühnenbildner Prof. Minks, Osaka 1970
- Zeitprofile. Museum Ludwig in Köln; 30 Jahre Kulturpreis Deutsche Gesellschaft für Photographie. E. Fiegers Beitrag: Leben und Sterben am Ganges, Köln 1988
- Einzelausstellung. Galerie Fotografie am Schiffbauerdamm, Berlin 2004
- 2024: #BUNT. Erwin Fieger, Wolfgang G. Schröter und Reinhart Wolf. Aus dem Archiv der Fotografen, Buchmuseum der SLUB Dresden, 26. April – 13. Juli 2024